# Mileștii de Jos, Bacău
Mileștii de Jos este un sat în comuna Parincea din județul Bacău, Moldova, România.